# Telipna rothioides
Telipna rothioides är en fjärilsart som beskrevs av Holland 1920. Telipna rothioides ingår i släktet Telipna och familjen juvelvingar. Inga underarter finns listade i Catalogue of Life.